# Dorfkirche Schönfelde

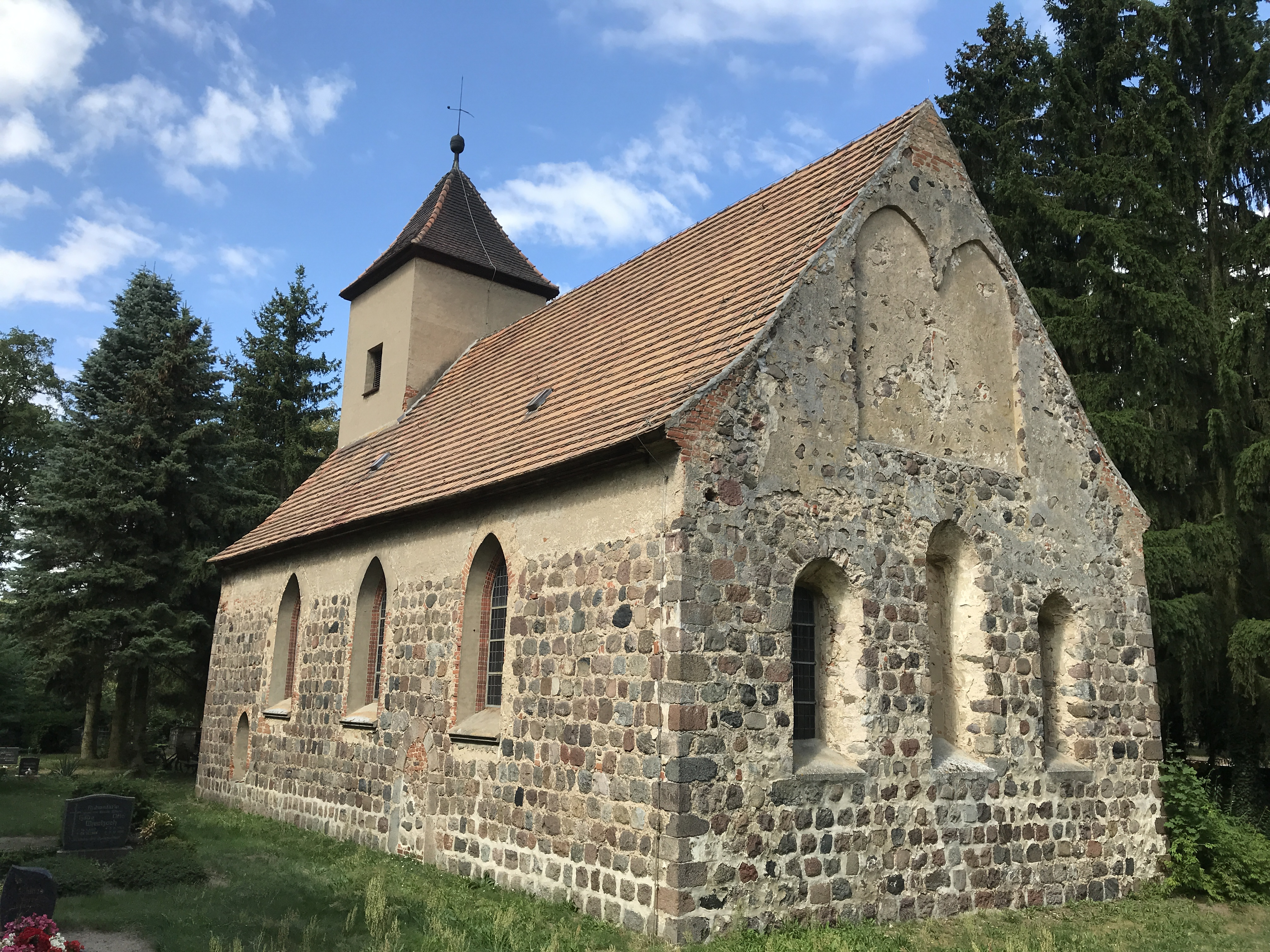
Dorfkirche Schönfelde

Die evangelische Dorfkirche Schönfelde ist eine Feldsteinkirche aus dem späten 13. Jahrhundert in Schönfelde, einem Ortsteil der Gemeinde Steinhöfel im Landkreis Oder-Spree im Land Brandenburg. Die Kirchengemeinde gehört zum Kirchenkreis Oderland-Spree der Evangelischen Kirche Berlin-Brandenburg-schlesische Oberlausitz.

## Lage
Die Eggersdorfer Straße zweigt in östlicher Richtung von der Bundesstraße 168 ab und verläuft als zentrale Verbindungsstraße weiter in östlicher Richtung durch den Ort. Von ihr zweigt nördlich die Dorfstraße ab und umspannt so den zentralen Dorfanger des Straßenangerdorfes. Auf diesem Grundstück steht die Kirche auf einem Kirchfriedhof, der mit einer Mauer aus unbehauenen und nicht lagig geschichteten Feldsteinen eingefriedet ist.

## Geschichte
Das Dehio-Handbuch spricht von einem Bau im späten 13. Jahrhundert, während das Brandenburgische Landesamt für Denkmalpflege und Archäologische Landesmuseum (BLDAM) den Bau in die zweite Hälfte des 13. Jahrhunderts legt. Urkundlich wurde Schönfelde 1288 erstmals erwähnt, so dass zu dieser Zeit vermutlich die Kirche gebaut oder im Bau befindlich war. Die Kirchengemeinde gibt als Bauzeit das späte 13./Anfang 14. Jahrhundert an. Das BLDAM erwähnt weitere Umbauten in den Jahren 1686 und 1715, ohne diese weiter auszuführen. Im 18. Jahrhundert erweiterte die Kirchengemeinde das Bauwerk um einen Dachturm, ließ eine Vorhalle an der Nordseite erbauen und vergrößerte die Fenster „barock“. 1966 wurde der Altar sowie der Innenraum der Kirche restauriert. Im 21. Jahrhundert finden in der Kirche regelmäßig Veranstaltungen und Konzerte statt.

## Baubeschreibung

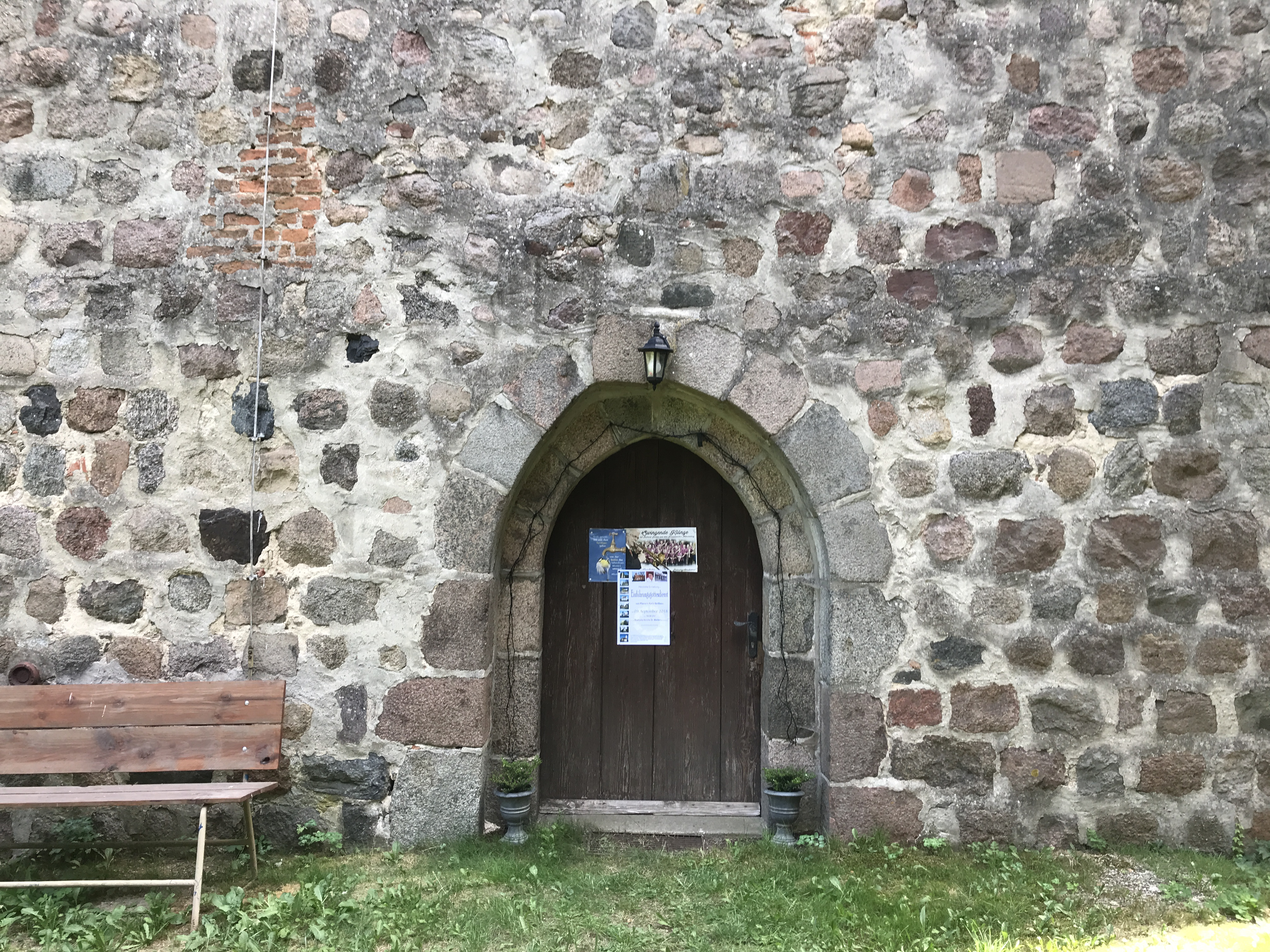
Westportal

Das Bauwerk wurde im Wesentlichen aus Feldsteinen errichtet, die vergleichsweise gut behauen und überwiegend lagig geschichtet wurden. Die östliche Chorwand ist gerade. Dort sind die Reste einer Dreifenstergruppe erkennbar, von denen das mittlere überhöht und zugesetzt ist. Die beiden verbleibenden Fenster sind barock vergrößert, wobei das südlich gelegene ein wenig höher errichtet wurde. Im Giebel ist eine spitzbogenförmige Doppelblende.
Das Kirchenschiff hat einen rechteckigen Grundriss. An der Nordseite ist im östlichen Bereich zunächst ein großes, spitzbogenförmiges Fenster, dessen Gewände aus rötlichem Mauerstein errichtet wurde. Nach Westen hin folgt ein kleiner, rechteckiger Anbau aus Fachwerk. Er trägt ein schlichtes Satteldach, das nach Norden hin abgewalmt ist. Daneben ist ein weiteres, deutlich kleineres und spitzbogenförmiges Fenster. Auch dort sind Ausbesserungsarbeiten erkennbar. An der Südseite sind drei große Spitzbogenfenster. Zwischen dem mittleren und dem östlich gelegenen Fenster ist eine zugesetzte Priesterpforte erkennbar. Im westlichen Bereich ist ein tief gestelltes, deutlich kleineres Fenster, an dem ebenfalls Reparaturarbeiten erkennbar sind. Im Bereich der Mauerkrone sind umlaufend Ausbesserungsarbeiten aus rötlichem Mauerstein erkennbar, die teilweise verputzt wurden. Das Schiff trägt ein ebenfalls schlichtes Satteldach.
Die westliche Wand des Schiffs ist bis auf eine spitzbogenförmige Pforte geschlossen. Die Bogensteine sind dort behauen; das Portal zweifach getreppt. Es könnte aus der Bauzeit der Kirche stammen. Darüber erhebt sich der quadratische Kirchturm, der flächig verputzt ist. An der Westseite ist eine hochrechteckige Öffnung. Darüber ist das Glockengeschoss mit je einer rechteckigen Klangarkade an den drei zugänglichen Seiten. Der Turm schließt mit einem Pyramidendach, Turmkugel und Wetterfahne ab.

## Ausstattung
Der barocke Kanzelaltar stammt aus dem Anfang des 18. Jahrhunderts. Er besteht aus zwei Säulen, die mit Akanthuswangen verziert sind. Mittig ist ein polygonaler Kanzelkorb aus dem Jahr 1619 eingearbeitet. Zwischen den Ecksäulchen stehen in den Muschelnischen Schnitzfiguren, die Jesus Christus sowie die Evangelisten zeigen. Darüber ist ein oktogonaler Schalldeckel. Die hölzerne Fünte entstand ebenfalls in der Zeit um 1619. Sie ist in einem weißen Farbton gehalten und mit floralen Ornamenten verziert. Zur weiteren Kirchenausstattung gehört ein barockes Kruzifix aus der ersten Hälfte des 18. Jahrhunderts. In der Nordwand des Langhauses ist eine spätgotische, segmentbogenförmige Sakramentsnische mit einer eisernen Gittertür aus dem 17. Jahrhundert. Die Orgel ist seit dem Ende des Zweiten Weltkrieges abgängig. Die Kirchengemeinde hat die Empore mit einer Glaswand abgetrennt, um den so entstandenen Raum für die Gemeindearbeit zu nutzen.
Im Turm befanden sich ursprünglich drei Glocken. Sie hatten einen Durchmesser von 85, 70 und 60 cm und wurden um 1875 in Kleinwelka in Bautzen gegossen. Im Jahr 2018 ist nur noch eine Glocke mit einem Durchmesser von 70 cm vorhanden. Sie entstand 1935 in der Glockengießerei in Apolda.